# La Sidra, Guerrero
La Sidra är en ort i Mexiko.   Den ligger i kommunen Ayutla de los Libres och delstaten Guerrero, i den södra delen av landet, 270 km söder om huvudstaden Mexico City. La Sidra ligger 483 meter över havet och antalet invånare är 284.
Terrängen runt La Sidra är huvudsakligen kuperad, men österut är den bergig. Runt La Sidra är det ganska tätbefolkat, med 58 invånare per kvadratkilometer. Närmaste större samhälle är Ayutla de los Libres, 6,2 km sydväst om La Sidra. I omgivningarna runt La Sidra växer huvudsakligen savannskog.